# Моласа (Порденоне)
Моласа је насеље у Италији у округу Порденоне, региону Фурланија-Јулијска крајина.
Према процени из 2011. у насељу је живело 7 становника. Насеље се налази на надморској висини од 386 м.